# ティズザロウ
ティズザロウ或いはティズザロー（Tiz the Law）は、アメリカ合衆国生産、調教の競走馬。主な勝ち鞍は2019年のシャンペンステークス、2020年のフロリダダービー、ベルモントステークス、トラヴァーズステークス。

## 戦績
- 特記事項なき場合、本節の出典はEQIBASE[1]

### 2歳（2019年）
8月8日サラトガ競馬場の未勝利戦でデビューし初勝利を収めると、続く10月5日のシャンペンステークスでは最後の直線で逃げ粘るグリーンライトゴーを捉えると後続馬を引き離して圧勝、G1初制覇を飾る。11月30日のケンタッキージョッキークラブステークスは内に閉じ込められ直線半ばでようやく抜け出すもシルバープロスペクターとの叩き合いになり、最後はフィニックザフィアースにかわされて3着と初黒星を喫した。

### 3歳（2020年）
2月1日のホーリーブルステークスでは道中3・4番手で追走すると3コーナーで一気に先頭に躍り出ると最後は後続馬に3馬身差つけ始動戦を勝利する。3月28日のフロリダダービーでは3番手追走から3コーナー過ぎで仕掛けると最後は伏兵シヴァリーに4馬身1/4差つけ圧勝する。この年は新型コロナウイルス感染拡大の影響によりケンタッキーダービー・プリークネスステークスが延期。通常三冠の最後となるベルモントステークスがクラシック三冠の最初となり、かつ距離もダート9ハロンに変更された。好スタートから3番手で追走すると直線で鮮やかに抜け出し、ドクターポストに3馬身3/4差をつけ快勝した。ニューヨーク州産馬としては1882年のベルモントステークスを制したフォレスター以来138年ぶり史上4頭目のベルモントステークス勝ち馬となった。6月25日に、引退後はアッシュフォードスタッドで繋養されることが明かされた。
続いて出走したトラヴァーズステークスは2着馬カラカロに5馬身半差をつける圧勝を見せ、ケンタッキーダービーでも17番枠と外枠に入ったにもかかわらず圧倒的1番人気に支持される。しかし、逃げたハスケル招待ステークスの勝ち馬オーセンティックを捉えられず2着に敗れ、クラシック2冠は果たせなかった。その後、11月7日のブリーダーズカップ・クラシックに出走したがオーセンティックの6着に終わった。
2021年からアッシュフォードスタッドで種牡馬入りすることが発表された。種付料は初年度4万ドル。同年のシーズンオフからはシャトル種牡馬としてチリで供用されることになった。

## 競走成績
以下の内容は、EQIBASEの情報および記載法に基づく。
| 出走日     | 競馬場                 | 競走名                        | 格 | 距離（馬場） | 頭数 | 枠番 (PP) | 馬番 (Pgm) | 着順 | 騎手            | 斤量（lb./kg換算） | タイム  | 着差        | 勝ち馬/（2着）馬   |
| ---------- | ---------------------- | ----------------------------- | -- | ------------ | ---- | --------- | ---------- | ---- | --------------- | ------------------ | ------- | ----------- | ------------------ |
| 2019.08.08 | サラトガ               | メイドン競走                  |    | ダ6.5f（Fs） | 8    | 3         | 3          | 1着  | J. アルバラード | 119/54             | 1:18.02 | 4馬身1/4    | （Dream Bigger）   |
| 0000.10.05 | ベルモントパーク       | シャンペンS                   | G1 | ダ8f（Fs）   | 6    | 6         | 7          | 1着  | M. フランコ     | 122/55.5           | 1:35.41 | 4馬身       | （Green Light Go） |
| 0000.11.30 | チャーチルダウンズ     | ケンタッキージョッキークラブS | G2 | ダ8.5f（Sl） | 8    | 3         | 3          | 3着  | M. フランコ     | 122/55.5           |         | （3/4馬身） | Silver Prospector  |
| 2020.02.01 | ガルフストリームパーク | ホーリーブルS                 | G3 | ダ6f（Fs）   | 7    | 3         | 3          | 1着  | M. フランコ     | 124/56             | 1:42.04 | 3馬身       | （Ete Indien）     |
| 0000.03.28 | ガルフストリームパーク | フロリダダービー              | G1 | ダ9f（Fs)    | 9    | 4         | 7          | 1着  | M. フランコ     | 122/55.5           | 1:50.00 | 4馬身1/4    | （Shivaree）       |
| 0000.06.20 | ベルモントパーク       | ベルモントS                   | G1 | ダ8f（Fs）   | 10   | 8         | 8          | 1着  | M. フランコ     | 126/57             | 1:46.53 | 3馬身3/4    | （Dr Post）        |
| 0000.08.08 | サラトガ               | トラヴァーズS                 | G1 | ダ10f（Fs)   | 7    | 5         | 6          | 1着  | M. フランコ     | 126/57             | 2:00.95 | 5馬身1/2    | (Caracaro)         |
| 0000.09.05 | チャーチルダウンズ     | ケンタッキーダービー          | G1 | ダ10f（Fs)   | 15   | 14        | 17         | 2着  | M. フランコ     | 126/57             |         | (1馬身1/4)  | Authentic          |
| 0000.11.07 | キーンランド           | BCクラシック                  | G1 | ダ10f（Fs)   | 10   | 2         | 2          | 6着  | M. フランコ     | 122/55.5           |         | (5馬身1/2)  | Authentic          |

- 馬場状態：Fs=Fast, Sl=Sloppy

## 血統表
半姉にステークス勝ちがあるオーストラック。母は芝のG2勝ちがあるティズフィズで、母の全兄にG3勝ちのフリーカポコリがいる。遡ると高祖母のイーヴィルエレンから2歳にして全米年度代表馬になったフェイヴァリットトリックが出ている。
| ティズザロウの血統        | ティズザロウの血統                                                                                 | ティズザロウの血統                                                                                 | （血統表の出典）                                                                                   | （血統表の出典）  |
| 父系                      | シアトルスルー系                                                                                   | シアトルスルー系                                                                                   | シアトルスルー系                                                                                   | [ § 2 ]           |
| 父 Constitution 2011 鹿毛 | 父の父Tapit 2001 芦毛                                                                              | Pulpit                                                                                             | A.P. Indy                                                                                          | A.P. Indy         |
| 父 Constitution 2011 鹿毛 | 父の父Tapit 2001 芦毛                                                                              | Pulpit                                                                                             | Preach                                                                                             |                   |
| 父 Constitution 2011 鹿毛 | 父の父Tapit 2001 芦毛                                                                              | Tap Your Heels                                                                                     | Unbridled                                                                                          | Unbridled         |
| 父 Constitution 2011 鹿毛 | 父の父Tapit 2001 芦毛                                                                              | Tap Your Heels                                                                                     | Ruby Slippers                                                                                      |                   |
| 父 Constitution 2011 鹿毛 | 父の母Baffled 2005 黒鹿毛                                                                          | Distorted Humor                                                                                    | Forty Niner                                                                                        | Forty Niner       |
| 父 Constitution 2011 鹿毛 | 父の母Baffled 2005 黒鹿毛                                                                          | Distorted Humor                                                                                    | Danzigs Beauty                                                                                     |                   |
| 父 Constitution 2011 鹿毛 | 父の母Baffled 2005 黒鹿毛                                                                          | Surf Club                                                                                          | Ocean Crest                                                                                        | Ocean Crest       |
| 父 Constitution 2011 鹿毛 | 父の母Baffled 2005 黒鹿毛                                                                          | Surf Club                                                                                          | Horns Gray                                                                                         |                   |
| 母 Tizfiz 2004 鹿毛       | 母の父Tiznow 1997 鹿毛                                                                             | Cees Tizzy                                                                                         | Relaunch                                                                                           | Relaunch          |
| 母 Tizfiz 2004 鹿毛       | 母の父Tiznow 1997 鹿毛                                                                             | Cees Tizzy                                                                                         | Tizly                                                                                              |                   |
| 母 Tizfiz 2004 鹿毛       | 母の父Tiznow 1997 鹿毛                                                                             | Cee's Song                                                                                         | Seattle Song                                                                                       | Seattle Song      |
| 母 Tizfiz 2004 鹿毛       | 母の父Tiznow 1997 鹿毛                                                                             | Cee's Song                                                                                         | Lonely Dancer                                                                                      |                   |
| 母 Tizfiz 2004 鹿毛       | 母の母Gin Running 1997 鹿毛                                                                        | Go for Gin                                                                                         | Cormorant                                                                                          | Cormorant         |
| 母 Tizfiz 2004 鹿毛       | 母の母Gin Running 1997 鹿毛                                                                        | Go for Gin                                                                                         | Never Knock                                                                                        |                   |
| 母 Tizfiz 2004 鹿毛       | 母の母Gin Running 1997 鹿毛                                                                        | Crafty And Evil                                                                                    | Crafty Prospector                                                                                  | Crafty Prospector |
| 母 Tizfiz 2004 鹿毛       | 母の母Gin Running 1997 鹿毛                                                                        | Crafty And Evil                                                                                    | Evil Elaine                                                                                        |                   |
| 母系(F-No.)               | (FN:9-c)                                                                                           | (FN:9-c)                                                                                           | (FN:9-c)                                                                                           | [ § 3 ]           |
| 5代内の近親交配           | Seattle Slew 5 × 5 = 6.25%、Mr. Prospector 5 × 5 × 5 = 9.38%、Moon Glitter・Relaunch 5 × 4 = 9.38% | Seattle Slew 5 × 5 = 6.25%、Mr. Prospector 5 × 5 × 5 = 9.38%、Moon Glitter・Relaunch 5 × 4 = 9.38% | Seattle Slew 5 × 5 = 6.25%、Mr. Prospector 5 × 5 × 5 = 9.38%、Moon Glitter・Relaunch 5 × 4 = 9.38% | [ § 4 ]           |
| 出典                      | 1. 2. 3. 4.                                                                                        | 1. 2. 3. 4.                                                                                        | 1. 2. 3. 4.                                                                                        | 1. 2. 3. 4.       |